# Vörös acsalapu
A vörös acsalapu, más néven kalaplapu vagy nagy szattyú (Petasites hybridus) az őszirózsafélék (Asteraceae) családjába, az őszirózsaformák (Asteroideae) alcsaládjába tartozó növényfaj. Hegyvidéki patakok, források partjain, nedves réteken termő, évelő gyógynövény. Magyarországon a középhegységekben gyakori, mind a Dunántúlon, mind az Északi-középhegységben. Többek közt a Gödöllői-dombság területén, valamint a Mátrában is megtalálhatóak nagyobb állományai.

## Előfordulása
Vizes élőhelyek növényfaja. Égerligetekben, patak menti magaskórósokban él.
Európában és Ázsiában őshonos faj. Európában Dél-Olaszországtól Dél-Skandináviáig minden hol megtalálható. Magyarországon az Északi és Dunántúli-Középhegységben gyakori, az Alföldön ritka.

## Megjelenése
Nagy termetű növény, szív alakú, szabályosan vagy szabálytalanul fűrészes levelei elérhetik a 90 centiméteres átmérőt is. A levelek fonák oldala szürkén molyhos. Fészekvirágzatai még a levelek előtt jelennek meg, 15–30 cm magasak, tömött mályvaszínű fürtökben állnak, amelyen pikkelylevelek találhatóak. A virágok egy- vagy kétivarúak is lehetnek. Az egyivarú fészekben a bibeszál félhenger alakú, a kétivarú virágban kihegyezett csúcsú, tojásdad alakja van. Az acsalapu március-május között virágzik.

## Felhasználás
Hatóanyagai elősegítik a nyálkiválasztást, izzasztó és köhögéscsillapító hatásai vannak. Teáját légzőszervi megbetegedések ellen használják. Asztmás megbetegedések tüneteinek enyhítésére teaként, külsőleg torokgyulladás elleni öblögetésre is javallott. A gyökeréből készült tea köptetőként, migrént megszüntető házi szerként hasznosítható. A levelek gyulladások és kelések borogatására is használhatók.
Az acsalapuval, mint gyógynövény alkalmazásával óvatosan kell bánni, mert a kutatások mára kimutatták, hogy rákkeltő, ún. pirrolizidin hatóanyagot tartalmaz. Várandósok nem szedhetik.

## Hasonló fajok
Magyarországon a Fehér acsalapu (Petasites albus) néz ki hasonlóan, de ennek a növénynek a szárán a pikkelyek világos sárgák vagy zöldesek, virágai illatosak, az egész növény világosabb, nem vöröses árnyalatú. 
Virágtalan állapotban a Lókörmű Martilapura (Tussilago farfara) hasonlít, ilyenkor csak a levélben elhelyezkedő edénynyalábok alapján különböztethetőek meg (az Acsalapu esetében az edénynyalábok szórtak, a Martilapu esetében pedig "U" alakban rendeződnek).

## Képek

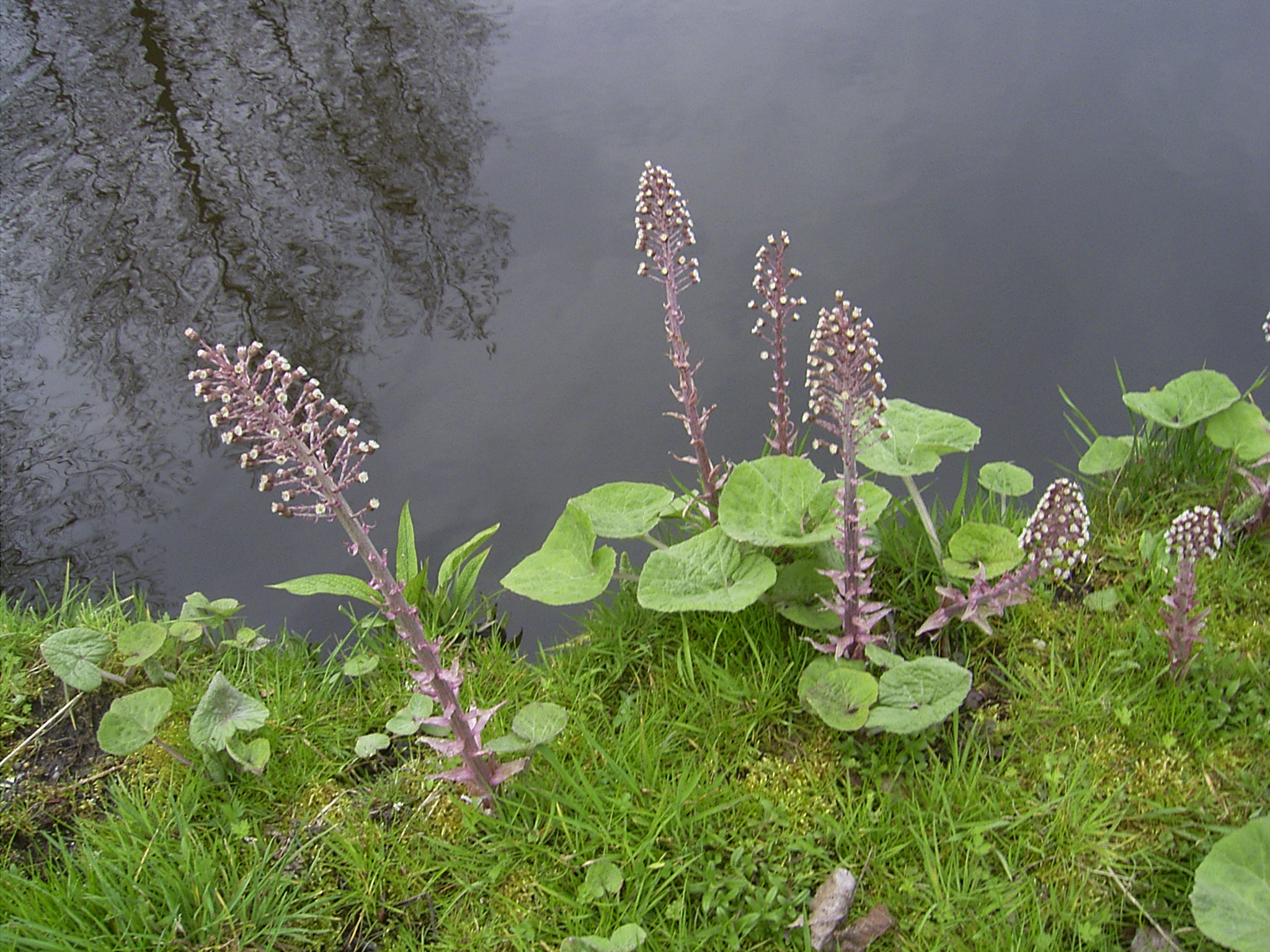
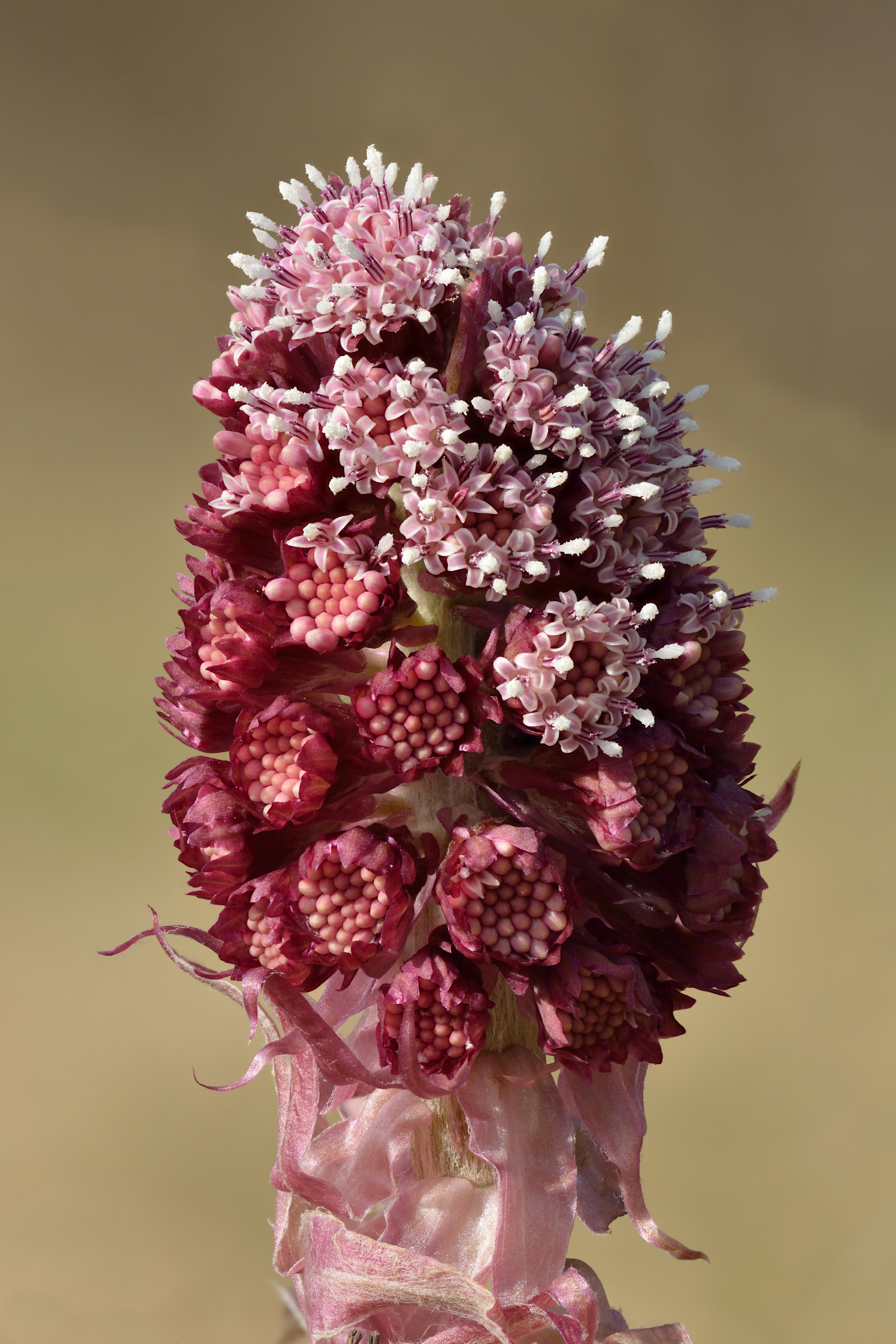
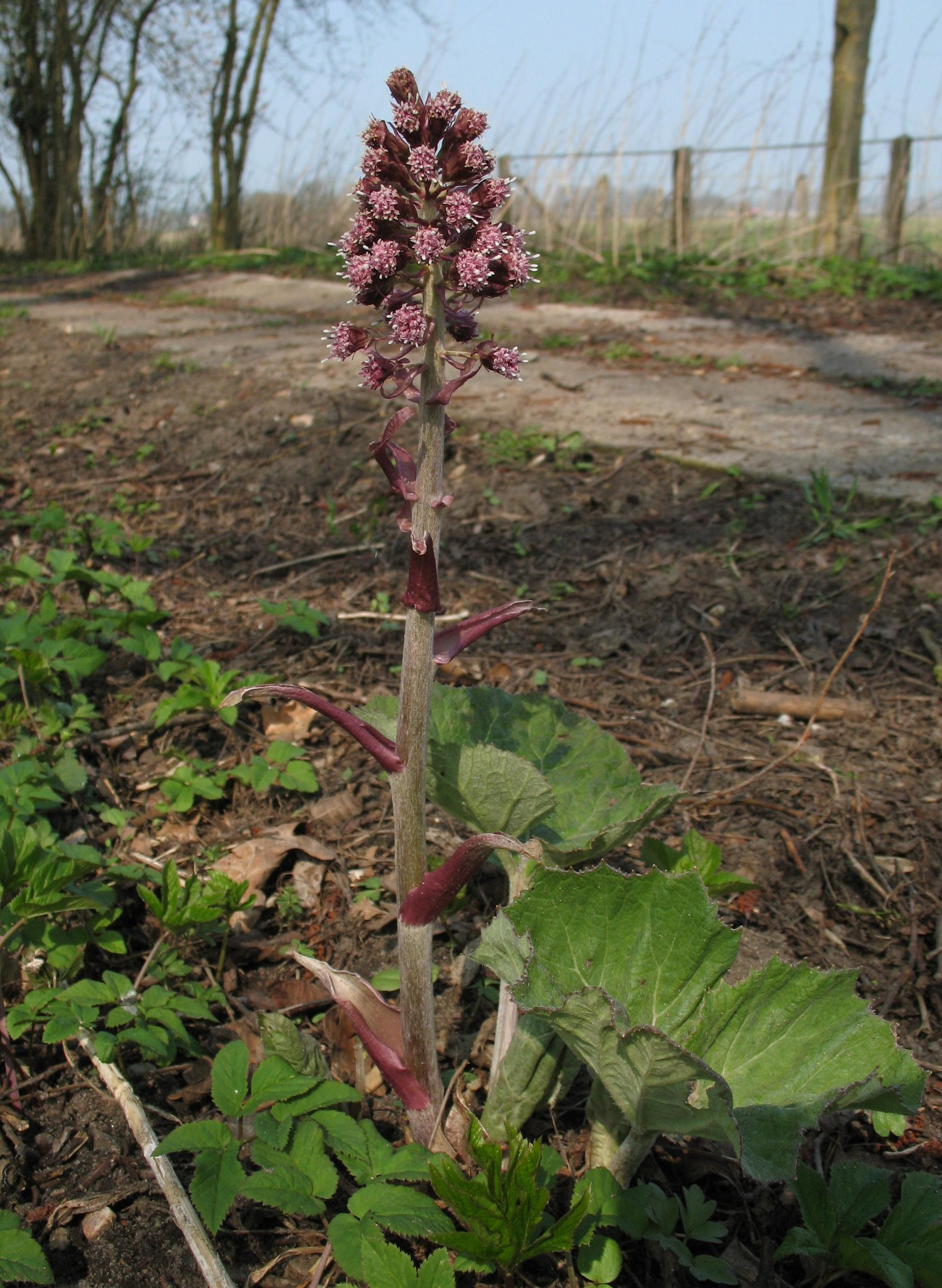
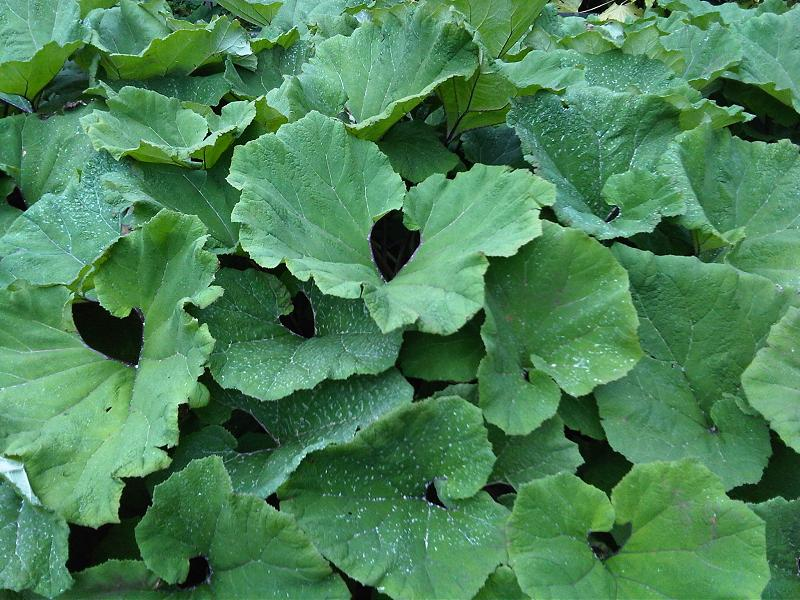
A nagy levelei